# Das Dreimäderlhaus
Das Dreimäderlhaus (ha tenido adaptaciones: al español de Carlos de Rodrigo bajo los títulos Canción de amor o La serenata de Schubert -hacia 1923- y de José Tellaeche y Manuel de Góngora con arreglos musicales de Pablo Sorozábal bajo el título La casa de las tres muchachas -1935-, al inglés como Blossom Time y Lilac Time, así como al francés bajo el título Chanson d'amour) es una opereta pastiche con música de Franz Schubert, arreglada por el húngaro Heinrich Berté (1857-1924) y libreto en alemán de Alfred Maria Willner (1859-1929) y Heinz Reichert (1877-1940), basado a su vez en la novela del año 1912 Schwammerl escrita por Rudolf Hans Bartsch (1873–1952). Se estrenó en el Raimundtheater de Viena el 15 de enero de 1916.
La obra ofrece un relato de ficción sobre la vida romántica de Schubert. Originalmente, la partitura era en su mayor parte de Berté, con sólo una pieza de Schubert, "Ungeduld" de La bella molinera), pero los productores exigieron a Berté que apartara su partitura y creara un pastiche de la música de Schubert.
La producción original se estrenó en el Raimundtheater de Viena el 15 de enero de 1916 y alcanzó más de 650 representaciones en su primera temporada en Austria y unos cientos más en Alemania, seguida por muchas reposiciones exitosas. Protagonizada por Fritz Schrödter como Schubert y Anny Rainer como Hannerl. Schrödter ya tenía 60 años en 1916. En 1886 había cantado el papel del "Príncipe del Canto", esto es, Schubert, en la opereta de Franz von Suppé Franz Schubert (1864).  La opereta de Willner, Reichert y Berté tuvo una secuela titulada Hannerl estrenada en Viena el mismo año, con libreto de los propios dramaturgos y arreglos musicales de Carl Lafite. Estrenada durante la Primera Guerra Mundial, la popularidad de Das Dreimäderlhaus se vio alimentada por el gusto del público hacia la nostalgia, disfrutando de una historia anticuada y sentimental y de la familiar música de Schubert.  Schubert trabajó duro a lo largo de su vida para convertirse en un exitoso compositor de ópera, pero tuvo poco éxito en este género. Con Das Dreimäderlhaus, irónicamente, su música finalmente se hizo famosa en una obra escénica.